# Биофизика
Биофизика се бави физичким аспектима функционисања живих система. Биофизика је интердисциплинарна наука која проучава биолошке системе и појаве користећи принципе физике. Она проучава живот кроз све стадијуме, од атома и молекула, преко ћелија, до читавих организама и екосистема. Биологија проучава живот у свој његовој различитости и сложености. Она описује како организми прибављају храну, комуницирају, њихову везу и место у средини у којој живе и њихову репродукцију. С друге стране, физика тражи математичке законе у природи, анализирајући системе у идеалним условима. Изазов биофизике је да повеже комплексност живота са једноставношћу физичких закона, тражећи обрасце у животу и анализирајући их кроз физику и математику. Област истраживања биофизике се великим делом поклапа са пољима биохемије, биоинжењерства, и нанотехнологије.
Термин биофизика је првобитно увео Карл Пирсон 1892. године. Термин биофизика се такође регуларно користи у академским круговима да означи проучавање физичких величина (нпр. електрична струја, температура, стрес, ентропија) у биолошким системима. Друге биолошке науке такође врше истраживања о биофизичким особинама живих организама укључујући молекуларну биологију, ћелијску биологију, хемијску биологију и биохемију.

## Преглед
Молекуларна биофизика се обично бави биолошким питањима сличним онима у биохемији и молекуларној биологији, настојећи да пронађе физичку основу биомолекуларних феномена. Научници у овој области спроводе истраживања која се баве разумевањем интеракција између различитих система ћелије, укључујући интеракције између ДНК, РНК и биосинтезе протеина, као и како се те интеракције регулишу. За одговор на ова питања користи се велики број техника.
Технике флуоресцентног снимања, као и електронска микроскопија, рендгенска кристалографија, НМР спектроскопија, микроскопија атомске силе (AFM) и расејање под малим углом (SAS) са рендгенским зрацима и неутронима (SAXS/SANS) се често користе за визуелизацију структура од биолошког значаја. Динамика протеина се може проучавати спектроскопијом неутронског спинског еха. Конформациона промена у структури се може мерити коришћењем техника као што су интерферометрија са дуалном поларизацијом, циркуларни дихроизам, SAXS и . Директна манипулација молекула помоћу оптичке пинцете или АФМ-а, такође се може користити за праћење биолошких догађаја где су силе и удаљености на наноскали. Молекуларни биофизичари често разматрају сложене биолошке догађаје као системе интерагујућих ентитета који се могу разумети нпр. кроз статистичку механику, термодинамику и хемијску кинетику. Коришћењем знања и експерименталних техника из широког спектра дисциплина, биофизичари су често у стању да директно посматрају, моделују или чак манипулишу структурама и интеракцијама појединачних молекула или комплекса молекула.
Поред традиционалних (тј. молекуларних и ћелијских) биофизичких тема као што су структурна биологија или кинетика ензима, савремена биофизика обухвата изузетно широк спектар истраживања, од биоелектронике до квантне биологије што укључује експерименталне и теоријске алате. Постаје све уобичајеније да биофизичари примењују моделе и експерименталне технике изведене из физике, као и математике и статистике, на веће системе као што су ткива, органи, популације и екосистеми. Биофизички модели се интензивно користе у проучавању електричне проводљивости у појединачним неуронима, као и у анализи неуронских кола у ткиву и целом мозгу.
Медицинска физика, грана биофизике, је свака примена физике у медицини или здравству, у распону од радиологије до микроскопије и наномедицине. На пример, физичар Ричард Фајнман је теоретисао о будућности наномедицине. Он је писао о идеји медицинске употребе биолошких машина (види наномашине). Фејнман и Алберт Хибс су сугерисали да би се одређене машине за поправку једног дана могле смањити до те мере да би било могуће (како је Фејнман рекао) „прогутати доктора“. О тој идеји се расправљало у Фејнмановом есеју из 1959. Постоји доста простора на дну.

## Историја
Неке од ранијих студија биофизике спроведене су током 1840-их од стране групе познате као Берлинска школа физиолога. Међу њеним члановима били су пионири као што су Херман фон Хелмхолц, Ернст Хајнрих Вебер, Карл Ф. В. Лудвиг и Јоханес Петер Милер. Биофизика би се чак могла сматрати да датира из студија Луиђија Галванија.
Популарност ове области порасла је када је изашла књига Шта је живот? Ервина Шредингера. Од 1957. године, биофизичари су се организовали у Биофизичко друштво које данас има око 9.000 чланова широм света.
Неки аутори попут Роберта Розена критикују биофизику по основи тога што биофизички метод не узима у обзир специфичност биолошких феномена.

## Фокус као потпоље
Док неки колеџи и универзитети имају наменска одељења за биофизику, обично на дипломском нивоу, многи немају одељења за биофизику на универзитетском нивоу, уместо тога имају групе на сродним одељењима као што су биохемија, ћелијска биологија, хемија, рачунарство, инжењерство, математика, медицина, молекуларна биологија, неуронаука, фармакологија, физика и физиологија. У зависности од снаге одељења на универзитету, различит нагласак се даје појединачним областима биофизике. Оно што следи је листа примера како свако одељење примењује своје напоре ка проучавању биофизике. Ова листа није свеобухватна, нити сваки предмет студија припада искључиво неком посебном одсеку.
- Биологија и молекуларна биологија – Регулација гена, динамика појединачних протеина, биоенергетика, локална фиксација потенцијала, биомеханика, вирофизика.
- Структурна биологија – Структуре протеина, нуклеинских киселина, липида, угљених хидрата и њихових комплекса на ангстромској резолуцији.
- Биохемија и хемија – биомолекуларна структура, сиРНК, структура нуклеинске киселине, односи структуре и активности.
- Рачунарство – Неуронске мреже, базе података биомолекула и лекова.
- Рачунарска хемија – молекуларно динамичке симулације, молекуларни докинг, квантна хемија
- Биоинформатика – поравнавање секвенци, структурно поравнање, предвиђање структуре протеина
- Математика – теорија графова/мрежа, моделовање популације, динамички системи, филогенетика.
- Медицина – биофизичко истраживање које ставља нагласак на медицину. Медицинска биофизика је област блиско повезана са физиологијом. Она објашњава различите аспекте и системе тела из физичке и математичке перспективе. Примери су динамика флуида крвотока, гасна физика дисања, зрачење у дијагностици/лечењу и још много тога. Биофизика се предаје као претклинички предмет у многим медицинским школама, углавном у Европи.
- Неуронаука – проучавање неуронских мрежа експериментално (резање мозга) као и теоретски (компјутерски модели), пермитивност мембране.
- Фармакологија и физиологија – каналомика, електрофизиологија, биомолекуларне интеракције, ћелијске мембране, поликетиди.
- Физика – негентропија, стохастички процеси и развој нових физичких техника и инструмената, као и њихова примена.
- Квантна биологија – Област квантне биологије примењује квантну механику на биолошке објекте и проблеме. Декохерентни изомери да би се добиле супституције база које зависе од времена. Ове студије подразумевају примену у квантном рачунарству.
- Агрономија и пољопривреда

Многе биофизичке технике су јединствене за ову област. Истраживачке напоре у биофизици често покрећу научници који су по образовању биолози, хемичари или физичари.

## Значајни биофизичари
- Луиђи Галвани, проналазач биоелектрицитета.
- Херман фон Хелмхолц, физикохемичар, први који је мерио брзину нервног импулса и испитивао слух и вид.
- Алан Хоџкин и Ендру Хаксли бавили су се математичком теоријом јонског флукса у нервним импулсима.
- Линус Паулинг (Linus Pauling) и Роберт Кори (Robert Corey), су заједно пронашли алфа хеликс (alpha helix) и бета плочу (beta sheet) структуре у протеинима.
- Фриц-Алберт Поп (Fritz-Albert Popp) развио је рад на биофотонима.
- Ј. Д. Бернал (J. D. Bernal) се бавио кристалографијом X-зрака (X-ray crystallography) биљних вируса и протеина
- Розалинд Франклин (Rosalind Franklin), Марис Викинс (Maurice Wilkins), Џејмс Д. Вотсон (James D. Watson) и Франсис Крик (Francis Crick) развили су ДНК кристалографију и открили су генетички код.
- Макс Перуц (Max Perutz) и Џон Кендрев (John Kendrew) развили су протеинску кристалографију
- Алан Меклеод Кормак (Allan McLeod Cormack) и Годфри Хансфилд (Godfrey Hounsfield) развили су компјутерски асистирану томографију.
- Хемичар Пол Латербур (Paul Lauterbur) и физичар Питер Менсфилд (Peter Mansfield) развили сусликање помоћу нуклеарне магнетне резонанције.